# Argentijns korfbalteam
Het Argentijns korfbalteam is een team van korfballers dat Argentinië vertegenwoordigt in internationale wedstrijden. De verantwoordelijkheid van het Argentijnse korfbalteam ligt bij de Asociación de Korfball Argentina (AKA). Het achttal won tot nu nog geen enkele medailles.

## Resultaten op de wereldkampioenschappen
| Wereldkampioenschap korfbal |               |             |               |
| Jaar                        | Kampioenschap | Gastheer    | Klassering    |
| 1978                        | 1e WK         | Amsterdam   | Geen deelname |
| 1984                        | 2e WK         | Antwerpen   | Geen deelname |
| 1987                        | 3e WK         | Makkum      | Geen deelname |
| 1991                        | 4e WK         | Antwerpen   | Geen deelname |
| 1995                        | 5e WK         | New Delhi   | Geen deelname |
| 1999                        | 6e WK         | Adelaide    | Geen deelname |
| 2003                        | 7e WK         | Rotterdam   | Geen deelname |
| 2007                        | 8e WK         | Brno        | Geen deelname |
| 2011                        | 9e WK         | Shaoxing    | Geen deelname |
| 2015                        | 10e WK        | België      | Geen deelname |
| 2019                        | 11e WK        | Zuid-Afrika | Geen deelname |
| 2019                        | 12e WK        | Taiwan      | Geen deelname |

## Resultaten op de Wereldspelen
| Wereldspelen |                  |                       |               |
| Jaar         | Kampioenschap    | Gastland              | Klassering    |
| 1985         | 2e Wereldspelen  | Londen (Engeland)     | Geen deelname |
| 1989         | 3e Wereldspelen  | Karlsruhe (Duitsland) | Geen deelname |
| 1993         | 4e Wereldspelen  | Den Haag (Nederland)  | Geen deelname |
| 1997         | 5e Wereldspelen  | Lahti (Finland)       | Geen deelname |
| 2001         | 6e Wereldspelen  | Akita (Japan)         | Geen deelname |
| 2005         | 7e Wereldspelen  | Duisburg (Duitsland)  | Geen deelname |
| 2009         | 8e Wereldspelen  | Kaohsiung (Taiwan)    | Geen deelname |
| 2013         | 9e Wereldspelen  | Cali (Colombia)       | Geen deelname |
| 2017         | 10e Wereldspelen | Wroclaw (Polen)       | Geen deelname |
| 2022         | 11e Wereldspelen | Birmingham (USA)      | Geen deelname |
| 2025         | 12e Wereldspelen | Chengdu (China)       | Geen deelname |

## Resultaten op de Pan-Amerikaanse kampioenschappen
| Pan-Amerikaans kampioenschap korfbal |               |            |                |
| Jaar                                 | Kampioenschap | Gastland   | Klassering     |
| 2014                                 | PK I          | Brazilië   | Teruggetrokken |
| 2018                                 | PK II         | Colombia   | 5e             |
| 2022                                 | PK III        | Argentinië | 3e             |